# Karenia (hémiptère)
Cet article concerne le genre d’insectes. Pour le genre d’algues, voir Karenia (algue).
Genre
Synonymes
- Sinosena K.F. Chen, 1943[1]

Karenia est un genre d’insectes hémiptères de la famille des Cicadidae, de la sous-famille des Cicadettinae.

## Liste d'espèces
Selon BioLib (7 avril 2019) :
- Karenia hoanglienensis Thai & Yang, 2012

Selon NCBI (7 avril 2019) :
- Karenia caelatata (Duffels & van der Laan, 1985)
- Karenia chama Wei & Zhang, 2009
- Karenia ravida Distant, 1888

Selon 3I
- Karenia caelatata Distant, 1890
- Karenia chama Wei & Zhang, 2009
- Karenia hoanglienensis Pham & Yang, 2012
- Karenia ravida Distant, 1888
- Karenia sulcata Lei & Chou, 1997
- Karenia tibetensis Pham & Constant, 2014

## Publication originale
- Distant, W. L. 1888. Viaggio di Leonardo Fea in Birmania e regioni vicine. VIII. Enumeration of the Cicadidae collected by Mr. L. Fea in Burma and Tenasserim.  Annali del Museo Civico di Storia Naturales di Genova, 6: 453-459. (lire en ligne)